# Fakkel

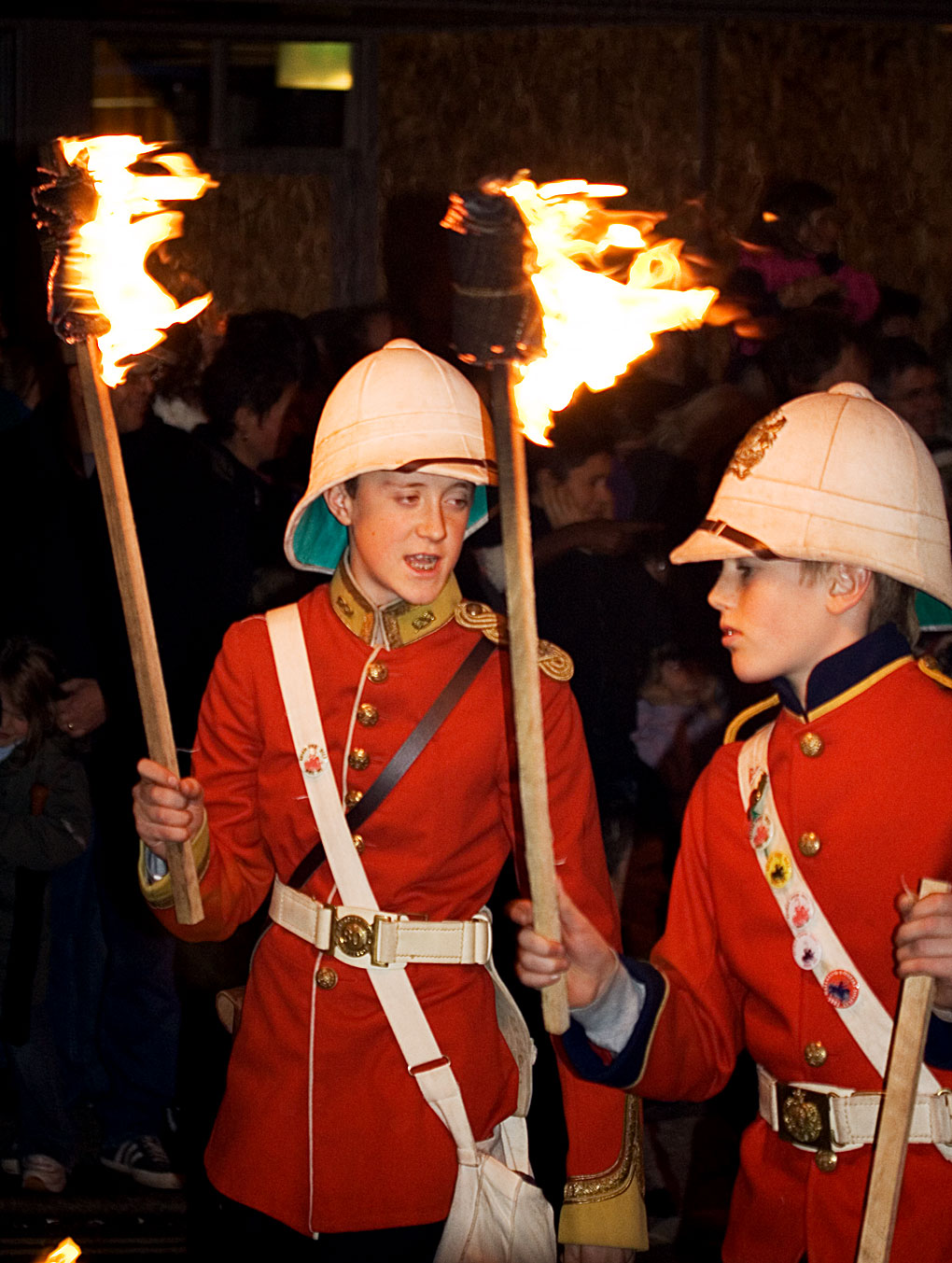
Mensen met fakkels

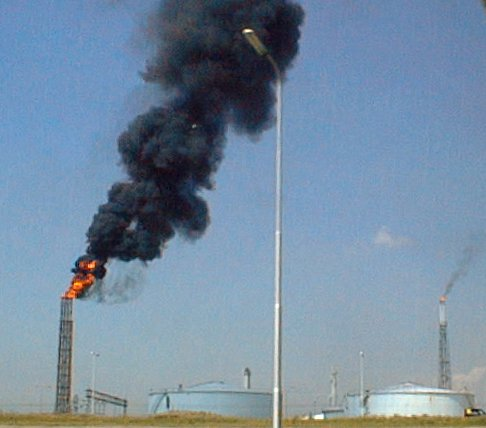
Affakkelen zonder stoom op 14 juli 2005

Een fakkel of toorts is een stok die door middel van vuur licht geeft. De meeste fakkels zijn tegenwoordig een gevulde koker met een pyrotechnische sas. Deze sas bevat meestal metaalpoeders die de kleur heel erg fel maken. Het woord gaat terug op het Latijnse woord facula, een verkleinwoord van fax, "fakkel".
Fakkels werden ooit gemaakt van een houten stok die werd ingesmeerd met dierlijke olie of pek, en dan werd gebruikt voor verlichting of om vuren aan te steken.
Vroeger werd de fakkel gebruikt als seinmiddel in het leger. Rooksignalen konden van ver gezien worden zodat men de boodschap kon doorgeven.
Sinds 1928 wordt een fakkel gebruikt tijdens de Olympische Spelen. Deze Olympische vlam, die wordt ontstoken tijdens de openingsceremonie van de Spelen, blijft gedurende de hele periode van de Spelen branden en wordt tijdens de sluitingsceremonie weer gedoofd.
Een fakkel of flare is ook de benaming voor een industriële brander die overdruk uit vaten en leidingen wegneemt door overtollige gassen via veiligheidskleppen af te leiden en te verbranden. Om ze te ontsteken gebruikt men een waakvlam - meestal aardgas. Dit zijn de typische waakvlammen die te zien zijn op hoge pijpen in industriegebieden en havens; ook bij gas- en olievelden komen ze veel voor. In noodgevallen kan de hele inhoud van een fabriek afgefakkeld worden. Zodra er wordt gefakkeld, wordt er direct hogedruk-stoom naar de fakkel gevoerd om het roeten van de vlam te verminderen. Het probleem daarbij is, dat het even duurt voordat de stoom de fakkeltop bereikt. Tegenwoordig worden dergelijke fakkels vaak omhuld gebouwd, zodat de vlammen minder overlast voor de omgeving opleveren. Bij Shell Moerdijk gebruikt men zo veel mogelijk de grondfakkels.
Bij een stroomstoring in de regio Rotterdam in 2005 waren de fakkels van Shell Pernis tot voorbij Den Haag te zien.